# Бушев, Пётр Павлович
Пётр Па́влович Бу́шев (18 [30] января 1899; Санкт-Петербург, Российская империя — 26 октября 1981; Москва, СССР) — советский историк-иранист, доктор исторических наук, старший научный сотрудник Института востоковедения АН СССР. Майор запаса. Участник гражданской (в 1919—1922) и Великой Отечественной (в 1943—1945) войн. Дипломат.

## Биография
Родился 18 января 1899 года в Санкт-Петербурге в крестьянской семье. Отец родом из Вологодской, а мать из Самарской губернии. Отец работал в Кронштадте закройщиком в Морском кадетском корпусе. После смерти в 1912 году матери Пётр Бушев вынужден был оставить учёбу в высшем начальном училище, в котором успел окончить 5 классов, и пойти работать. Работал курьером, а затем конторщиком.
После Октябрьской революции Бушев поступил в 1918 году в Петроградский политехникум. В июне 1919 года во время комбинированного наступления антибольшевистских сил он добровольцем вступил в Красную армию. С 10 октября того же года — член РКП(б). В составе 27-й стрелковой дивизии 5-й армии Бушев принимал участие в Омской наступательной операции. Участвовал в боях и разгроме Белой армии и освобождении Сибири от иностранной военной интервенции. После воевал на Западном фронте. По окончании Гражданской войны продолжил службу в Красной армии в органах Полевого контроля и Рабоче-крестьянской инспекции.
В августе 1925 года Бушев по путевке Агитпропа поступил в Ленинградский институт живых восточных языков (с 1927 года — Ленинградский восточный институт им. А. С. Енукидзе). Во время учёбы он был на стажировке в Иране. В июне 1929 года успешно окончил иранский разряд института по специальности историка-ираниста и был оставлен в аспирантуре. Однако в октябре того же года Бушев по распоряжению ЦК ВКП(б) был направлен в Народный комиссариат иностранных дел СССР. На разных должностях служил в Иране в городах Тегеране, Исфахане, Куме, Урмии, Астрабаде, Тебризе и Реште. Кроме прочего Бушев был на должностях консула и заведующим консульским отделом посольства. В 1932—1935 годах работу в НКИД он совмещал с учёбой на вечернем отделении Института красной профессуры народного хозяйства.
В 1938 году Бушев был вызван в Москву и 19 января арестован по обвинению в вербовки его «троцкистом Жуковым» для шпионажа в пользу Японии. Находился в заключении до 5 ноября 1939 года, когда дело было прекращено по ст. 204б. Тогда Бушев отказался от данных им ранее показаний, заявив, что он их давал под «физическим воздействием» со стороны следователя.
С 1940 года Бушев работал заместителем директора Центрального лекционного бюро и в то же время учился в заочной аспирантуре Исторического факультета МГУ им. М. В. Ломоносова.
В 1943 году во время Великой Отечественной войны Бушев был призван в Красную армию и отправлен на переподготовку в Высший военно-педагогический институт. С 1944 года — агитатор политотдела 26-й зенитной артиллерийской дивизии РГК в составе 2-го Украинского фронта. Принимал участие в боях за освобождение Украины, затем воевал в Румынии, Венгрии, Чехословакии и закончил войну в Австрии.
В марте 1946 года Бушев в звании майора вышел в запас. С 15 апреля 1946 года — научный референт Отделения истории и философии АН СССР, с 1948 — младший научный сотрудник Ленинградского отделения Института истории АН СССР, с 1951 — научный сотрудник Института востоковедения АН СССР. В 1952 году защитил диссертацию на соискание учёной степени кандидата исторических наук по теме «Английская агрессия в Иране в 1855—1857 гг.» (к. и. н. с 30 июня 1952) и с того же года по 1957 — учёный секретарь ИВ АН СССР. С 1958 года работал над источниками в Архиве внешней политики России и Центральном государственном архиве древних актов. В том же году организовал научную конференцию, посвящённую 100-летию со дня рождения В. А. Жуковского. С 1 июня 1962 года — старший научный сотрудник ИВ АН СССР. В 1976 году защитил докторскую диссертацию по теме «Становление Русско-иранских дипломатических отношений в 1586—1612 гг. (По русским архивам)» (д. и. н. с 12 марта 1976).
Основной темой исследований Бушева являлась — колониальная политика европейских держав в Иране в Новое время. Ряд его работ также были посвящены истории российского востоковедения. Позже Бушев занимался в основном историей русско-иранских отношений в XVI—XVIII веках. Бушевым был введён в научный оборот огромный пласт архивного материала. Его монографии получили положительные отзывы как от советских, так и иранских историков.
Бушев умер 26 октября 1981 года в Москве.
Ряд исследований Бушева по истории международных отношений в Средней Азии XIX века, такие как «Миф о Буширской победе», «Ирано-афганские отношения в 1837—1863 гг.» и др., не были своевременно опубликованы и остались в рукописи. После смерти Бушева вышла в свет его монография «История посольств и дипломатических отношений Русского и Иранского государства в 1613—1621 гг. (По русским архивам)», над которой он работал до конца жизни. Ныне в Архиве внешней политики РФ (бывший Архив МИД СССР) личный фонд П. П. Бушева составляет 82 единицы хранения.

## Награды
- Орден Отечественной войны II степени (1944)
- Медаль «За победу над Германией в Великой Отечественной войне 1941—1945 гг.»